# Marché couvert de Metz
Pour les articles homonymes, voir marché couvert.
Le marché couvert est une halle marchande, située aux abords directs de la cathédrale à Metz. Marché couvert depuis 1831, le bâtiment devait être à l'origine un palais épiscopal.

## Contexte historique

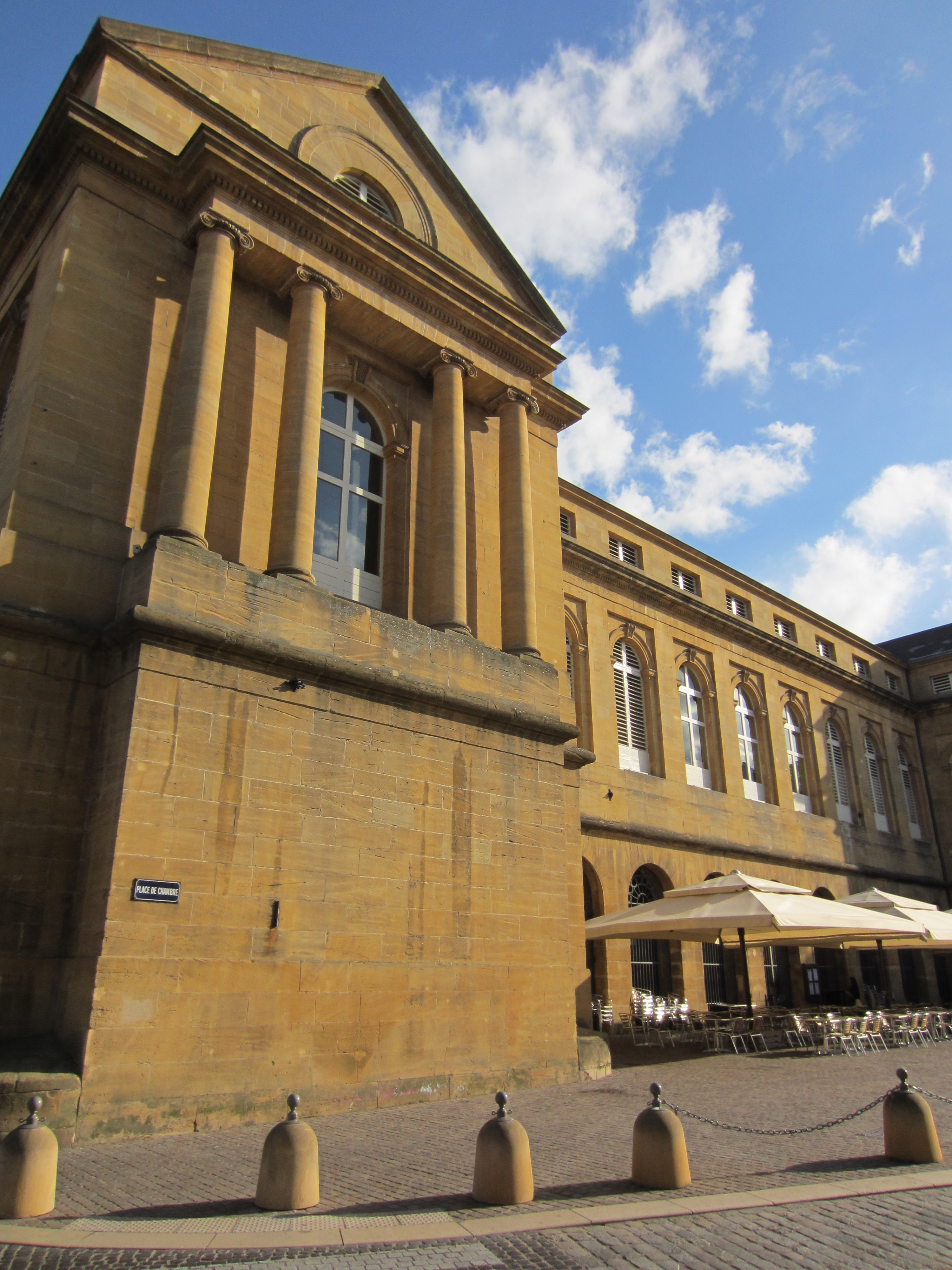
Sur la place de Chambre, les arcades donnant sur la place servaient à la vente de poissons

Gouverneur des Trois-Évêchés, le maréchal Charles Louis Auguste Fouquet de Belle-Isle, acquis aux idées des Lumières, décide de repenser l’urbanisme de Metz dès les années 1730. Après avoir doté la ville d’un nouveau théâtre sur l’île du Petit-Saulcy, il souhaite aérer le quartier de la cathédrale, en y créant une « place royale » centrale, entourée de plusieurs bâtiments publics. L’architecte Jacques-François Blondel est chargé de l'agencement ce nouvel ensemble urbain, comprenant trois places et des édifices publics, dont l’hôtel de ville, celui du Parlement, le corps de garde, et l'ancien palais épiscopal, actuel marché couvert.

## Construction et aménagements
La construction d’un nouveau palais pour l’évêque de Metz est planifiée dès 1762, cependant les retards de financements de l’autorité épiscopale repousseront le début de la construction à 1785. La Révolution française interrompt vite les travaux qui n’avaient alors abouti à la sortie de terre que d’un seul niveau d’un édifice devant s’élever sur trois étages. Saisi par l’État, le bâtiment inachevé est pressenti comme nouveau palais de Justice, mais le projet n'aboutit pas. Il est alors racheté par la ville afin d’y installer le marché central, couvert et achevé dans les années 1820 par Pierre-Sylvestre Jaunez. Les aménagements se terminent en 1831.

## Affectations successives
Le marché couvert remplace avantageusement les marchés journaliers des places d’Armes et de Chambre,. Le marché a conservé depuis lors son affectation commerciale. Bien qu’on y vende aujourd'hui des plats et des spécialités du monde entier, le marché dispose toujours d’une grande part de cuisine typiquement lorraine et messine.